# Скуби-Ду: Върколак по неволя
„Скуби-Ду: Върколак по неволя“ (на английски: Scooby-Doo! and the Reluctant Werewolf) е американски анимационен филм от 1988 г., продуциран от Хана-Барбера като част от поредицата Суперзвезди 10.

## Озвучаващ състав
- Дон Месик – Скуби-Ду и Скрапи-Ду[4]
- Кейси Кейсъм – Шаги Роджърс[4]
- Би Джей Уорд – Гуги, Репълса и жената по телевизията[4]
- Хамилтън Кемп – Граф Дракула, полицай и мъжа в киното на открито[4]
- Джим Къмингс – Франкенщайн, Вулфганг, драконова муха, мъжа на барчето за закуски и Генгис Конг[4]
- Джоун Гърбър – Вешиците и жената в магазина[4]
- Ед Гилбърт – Д-р Джакил, Г-н Снайд, страховит глас, дръжка на вратата и диктора[4]
- Браян Стоукс Мичъл – Боунджангълс[4]
- Пат Мюзик – Вана Пайра, първото момиче в киното на открито, момчето в киното на открито[4]
- Алън Опенхаймър – Мумията и Блатното чудовище[4]
- Роб Полсън – Брънч, призрака и мъжа в колата[4]
- Мими Сийтън – Второто момиче в киното на открито и пищящото момиче[4]
- Франк Уелкър – Крънч, чудовището-паяк, растителното чудовище и състезателя[4]

## В България
В България филмът излиза на VHS от „Александра Видео“ през 2002 г.

### Нахсинхронен дублаж
| Роля                         | Изпълнител          |
| ---------------------------- | ------------------- |
| Шаги                         | Мирослав Цветанов   |
| Скуби-Ду Франкенщайн         | Радослав Рачев      |
| Скрапи-Ду Граф Дракула Брънч | Тодор Николов       |
| Гуги Вещици                  | Поля Цветкова       |
| Вана Пайра Вещици            | Христина Ибришимова |
| Крънч                        | Цветан Ватев        |

| Обработка              | Александра Аудио (2002) |
| ---------------------- | ----------------------- |
| Изпълнителен продуцент | Васил Новаков           |
| Режисьор на дублажа    | Василка Сугарева        |